# Siekierczyna (powiat limanowski)
Siekierczyna – wieś w Polsce, położona w województwie małopolskim, w powiecie limanowskim, w gminie Limanowa.
W latach 1975–1998 wieś należała administracyjnie do województwa nowosądeckiego.
Siekierczyna dzieli się na: Siekierczyna 1 parafia Kanina pw. Św. Magdaleny i Siekierczyna 2 (Podlas).
Od 1957 terenem wsi Siekierczyna 2 (Podlas) gospodaruje (Parafia Matki Bożej Łaskawej).

## Integralne części wsi
| Rodzaje    | Nazwy |
| ---------- | --- |
| części wsi | Bania, Dwór, Dział, Folwark, Jabłoniec, Krzyżowa, Kunówka, Lisia Góra, Majerz, Młaki, Morgi, Pod Dział, Podlas, Potoki, Półrolki, Przylasek, Raszówki, Wędoły, Za Górą, Zalas, Za Porębą, Zarębki |

## Urodzeni w Siekierczynie
- Jerzy Zoń – aktor, reżyser i założyciel teatru KTO (Krakowski Teatr Osobliwości)
- Jan Król – ojciec przyszłego arcybiskupa Filadelfii, kardynała Johna Krola (Króla). Matka kardynała pochodziła z Mokrej Wsi w powiecie nowosądeckim.

## Galeria

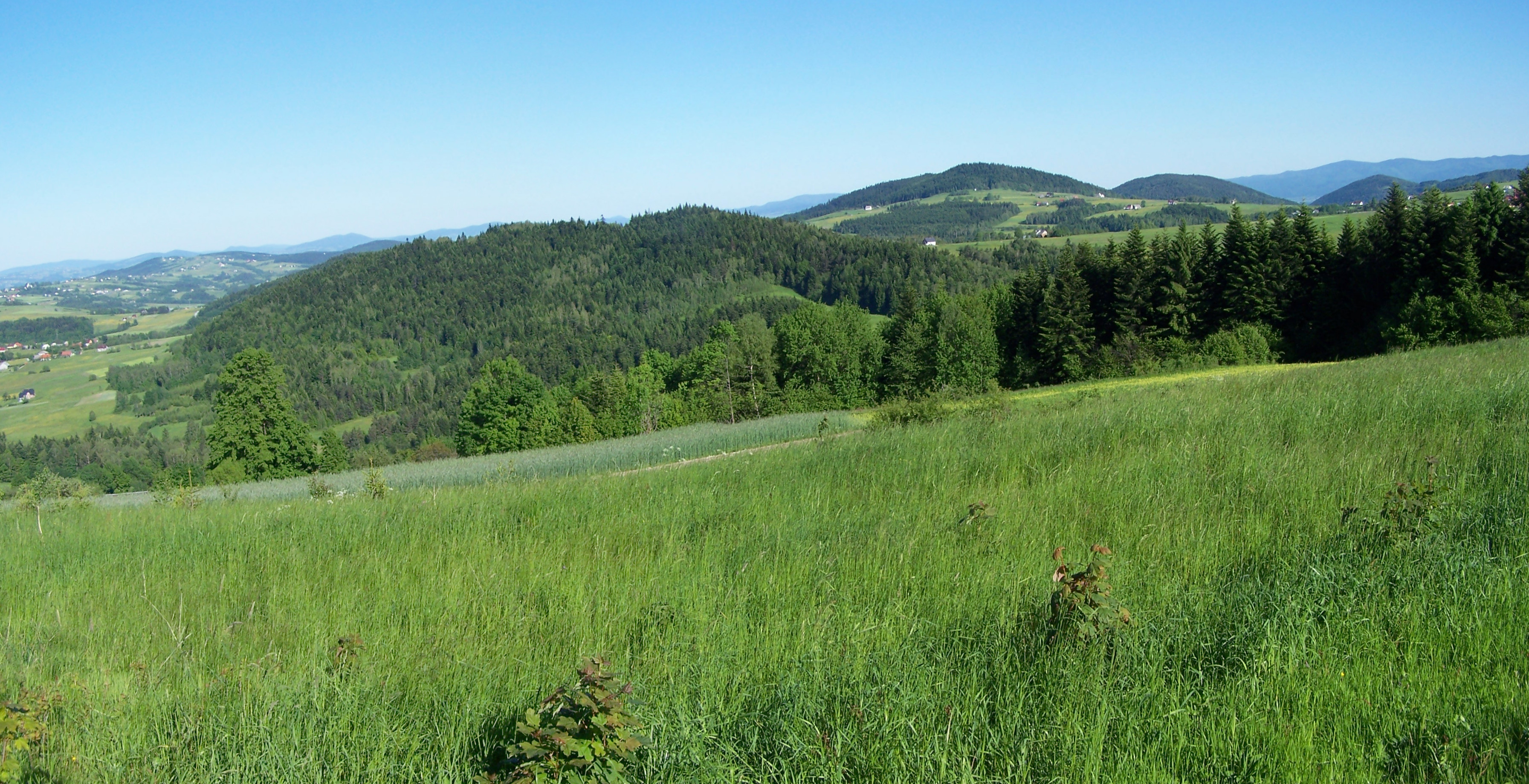
Widok z Golcowa
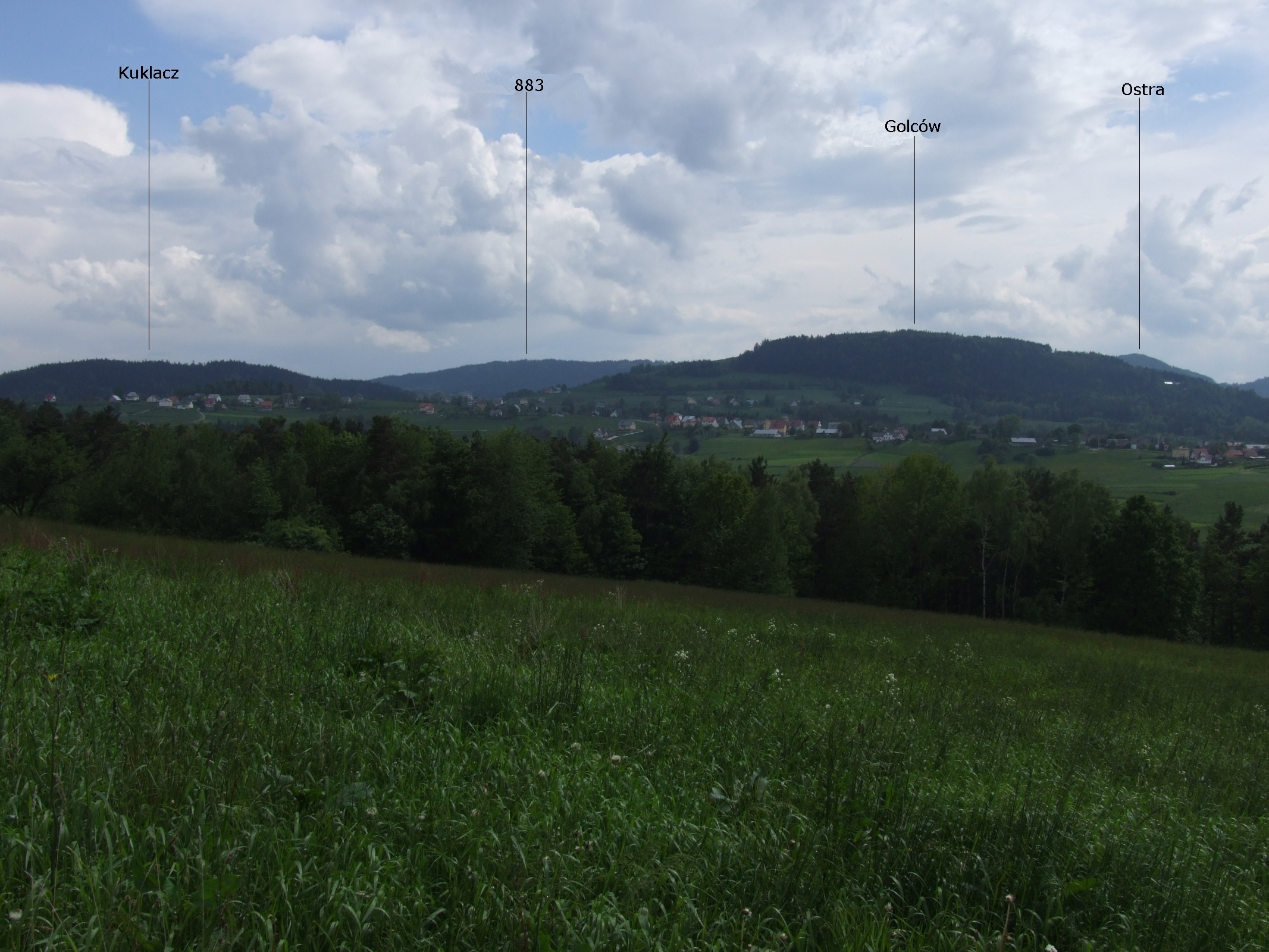
Widok z Jabłońca
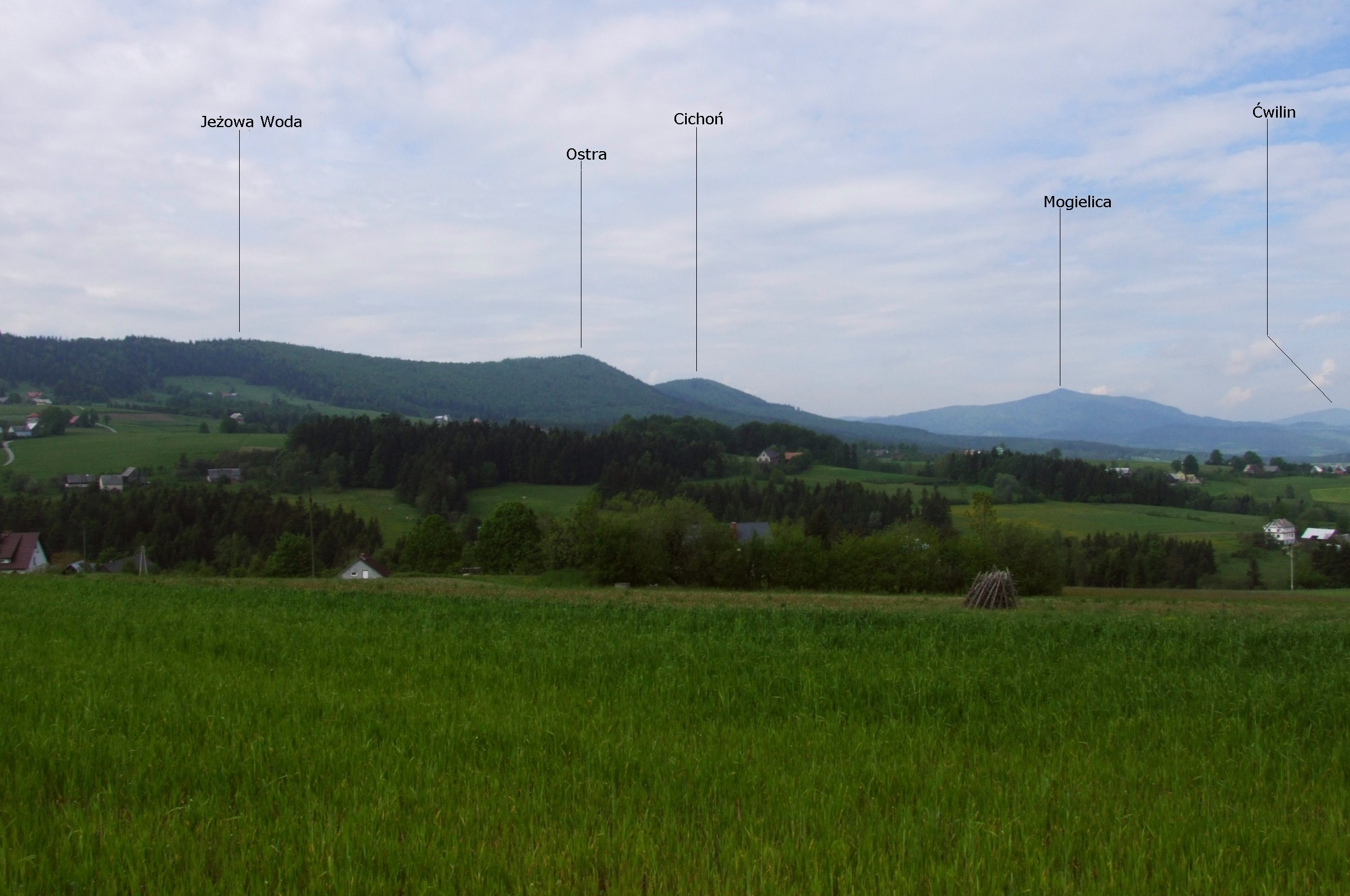
Widok z Siekierczyny
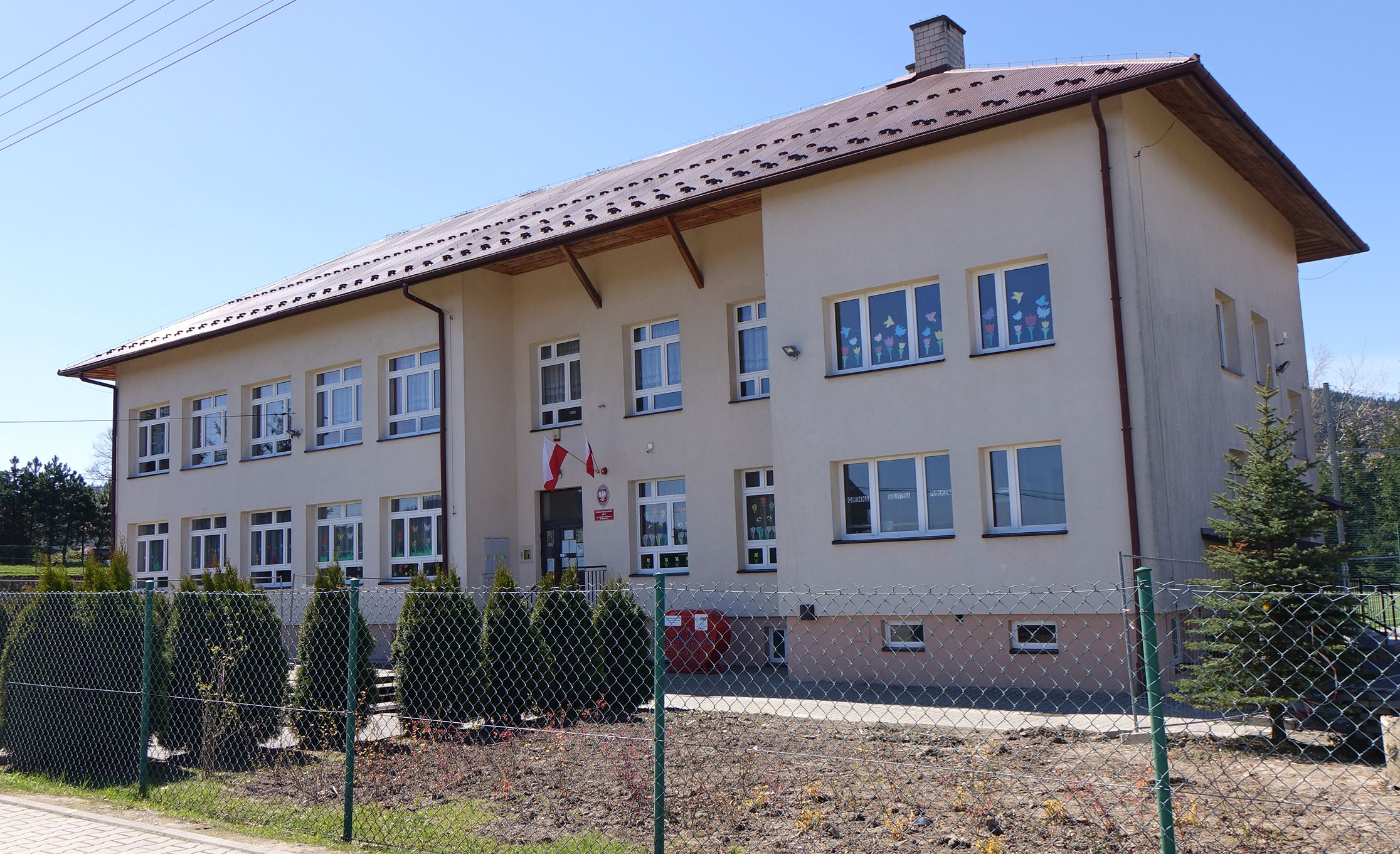
Szkoła
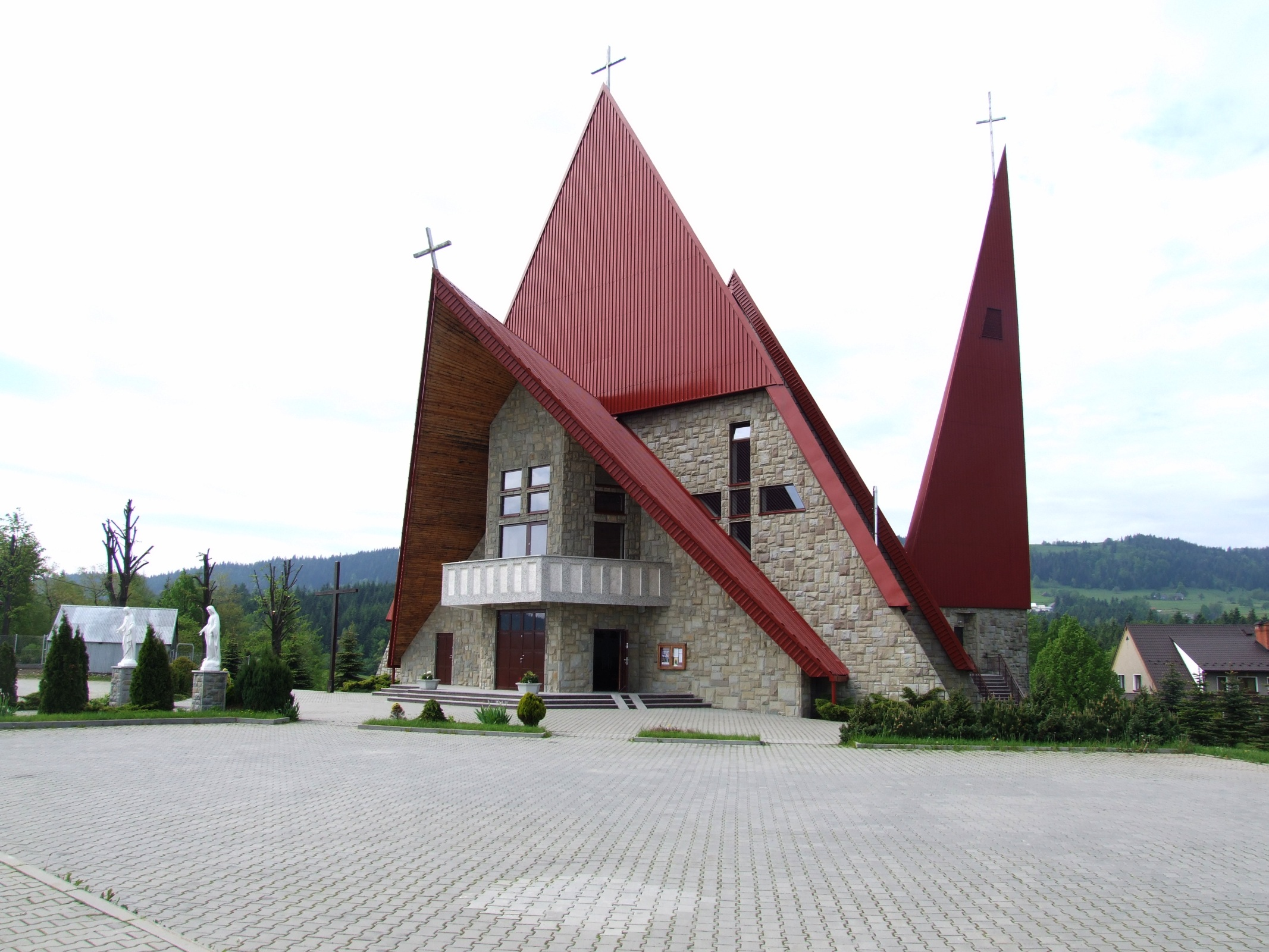
Kościół